# Heilpflanzenkunde
Die Heilpflanzenkunde oder Phytopharmakognosie ist die Lehre von den für medizinische Zwecke verwendeten oder verwendbaren Pflanzen, den Heilpflanzen. Die Heilpflanzenkunde ist ein Teilgebiet der Pflanzenheilkunde und damit ein Teilgebiet der Pharmazeutischen Biologie. 
Ihr Arbeitsgebiet umfasst Systematisierung und Analyse der Heilpflanzen und deren Inhaltsstoffe sowie die Untersuchung bisher unerforschter Pflanzen. Die Heilpflanzenkunde ist ein Wissenschaftszweig, der geobotanische, pharmakologische, phytochemische, humanbiologisch und biochemische Aspekte mit der Therapeutik vereint.